# Microbolômetro
O microbolômetro (português brasileiro) ou microbolómetro (português europeu) é um tipo específico de bolômetro com um detector para sentir a energia térmica. 